# HP Open 2012
HP Open 2012 er en professionel tennisturnering for kvinder, der blev spillet indendørs på Hardcourt. Det er den 4. udgave af turneringen, som er en del af WTA Tour 2012. Turneringen blev afviklet i  Osaka, Japan fra den 8. oktober til 14. oktober, 2012.

## Finaler

### Single
- Heather Watson -  Chang Kai-chen, 7-5, 5-7, 7-6(7-4)

### Double
- Raquel Kops-Jones /  Abigail Spears -  Kimiko Date-Krumm /  Heather Watson, 6-1, 6-4